# Пол Мјуни
Пол Мјуни (енгл. Paul Muni) био је амерички глумац рођен 22. септембра 1895. године у Лавову (Украјина), а преминуо 25. август 1967. године у Монтеситу (Калифорнија).